# Karalius
Karalius ist ein litauischer männlicher Familienname und bedeutet König. 

## Weibliche Formen
- Karalienė, verheiratet
- Karaliūtė, ledig

## Personen
- Gediminas Karalius (* 1942), Bildhauer und Professor der Kunstakademie
- Linas Karalius (* 1973), Musiker und Politiker, Seimas-Mitglied